# أوب (نهر)
نهر أوبي أو أوب بالروسية (Обь)، هو نهر روسي تبلغ مساحة حوضه ثلاثة ملايين كيلومتر مربع، ويمتد أيضا إلى أراضي كازاخستان ومنغوليا والصين. وهو أحد ثلاثة أكبر أنهار في سيبيريا الغربية.
هو على غرار كل من نهري ينسي ولينا ينبع من جبال ألتايي ويصب في بحر كارا ، وهو يجري متخذا مسارا من الجنوب إِلى الشمال.
```
يشكل مع رافده 
إيرتيش
 أحد أطول الأنهار في العالم بما يفوق 5400 كم.
يسمح بالملاحة النهرية الموسمية، كما نشأت وتعيش على ضفافه العديد من المدن مثل 
نوفوسيبيرسك
 
وأومسك
 التي تعتبر مراكز صناعية.
```

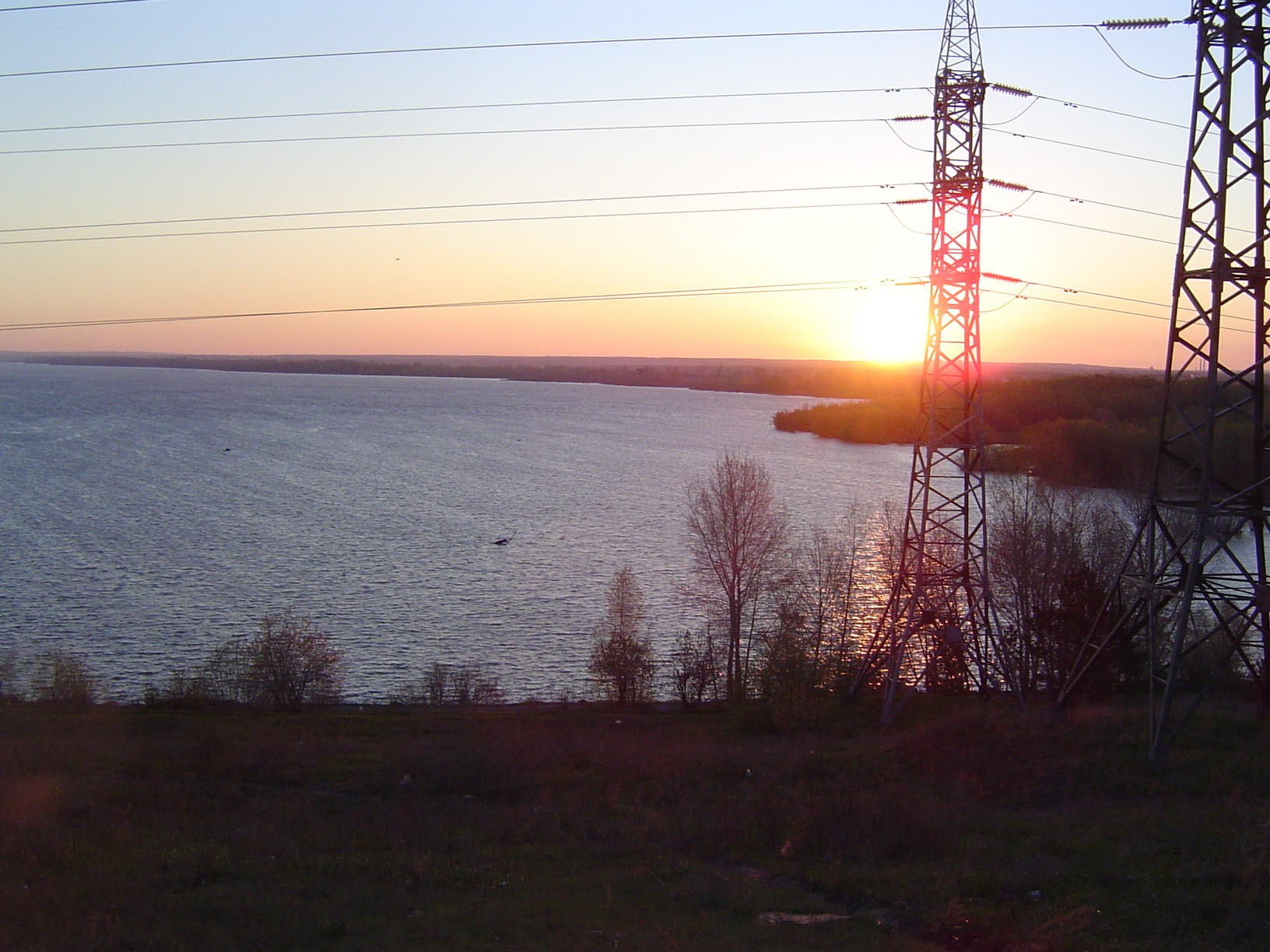
مشهد من نهر أوبي قرب محطة توليد الطاقة بنوفوسيبرسك
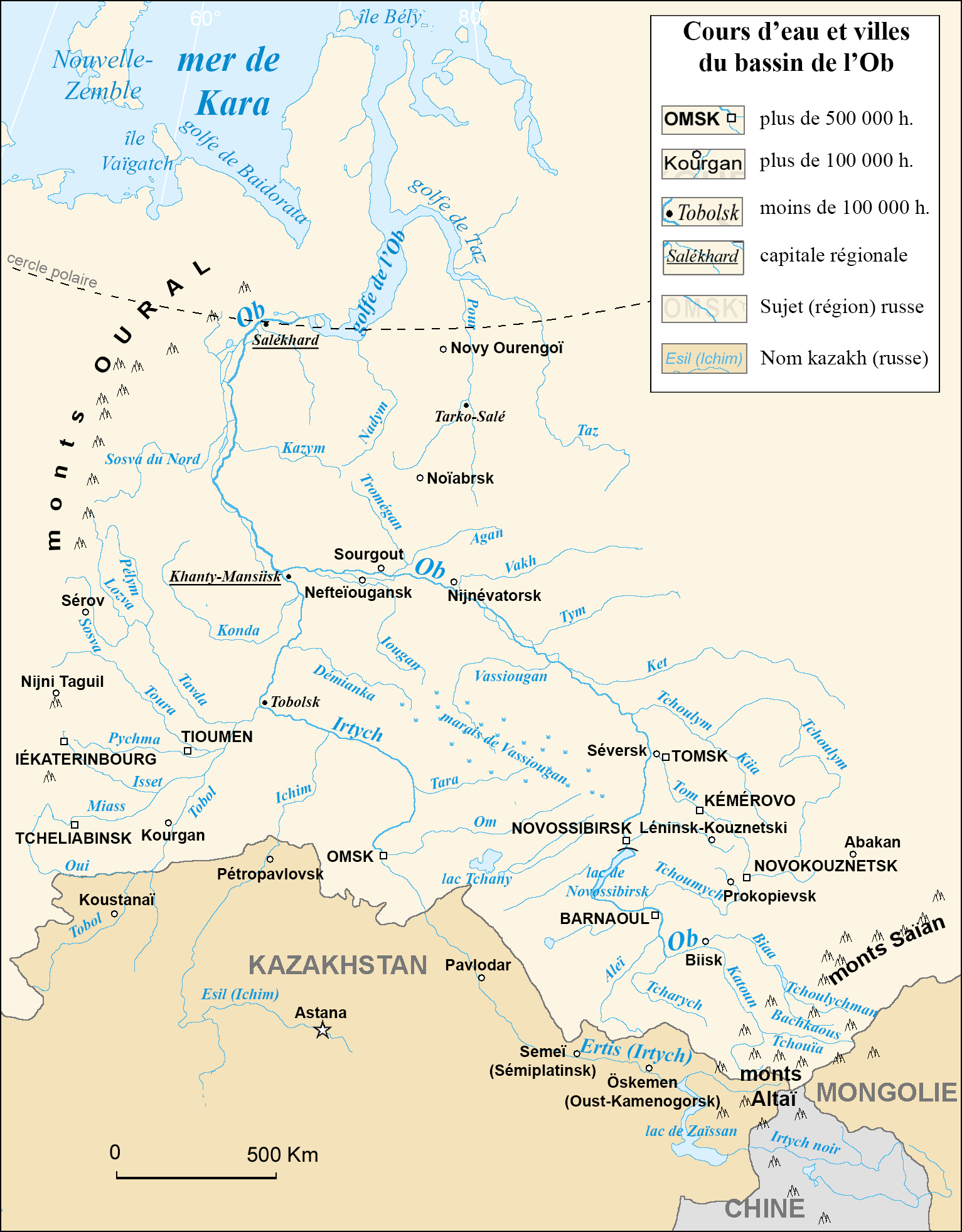
الحوض النهري لنهر أوبي
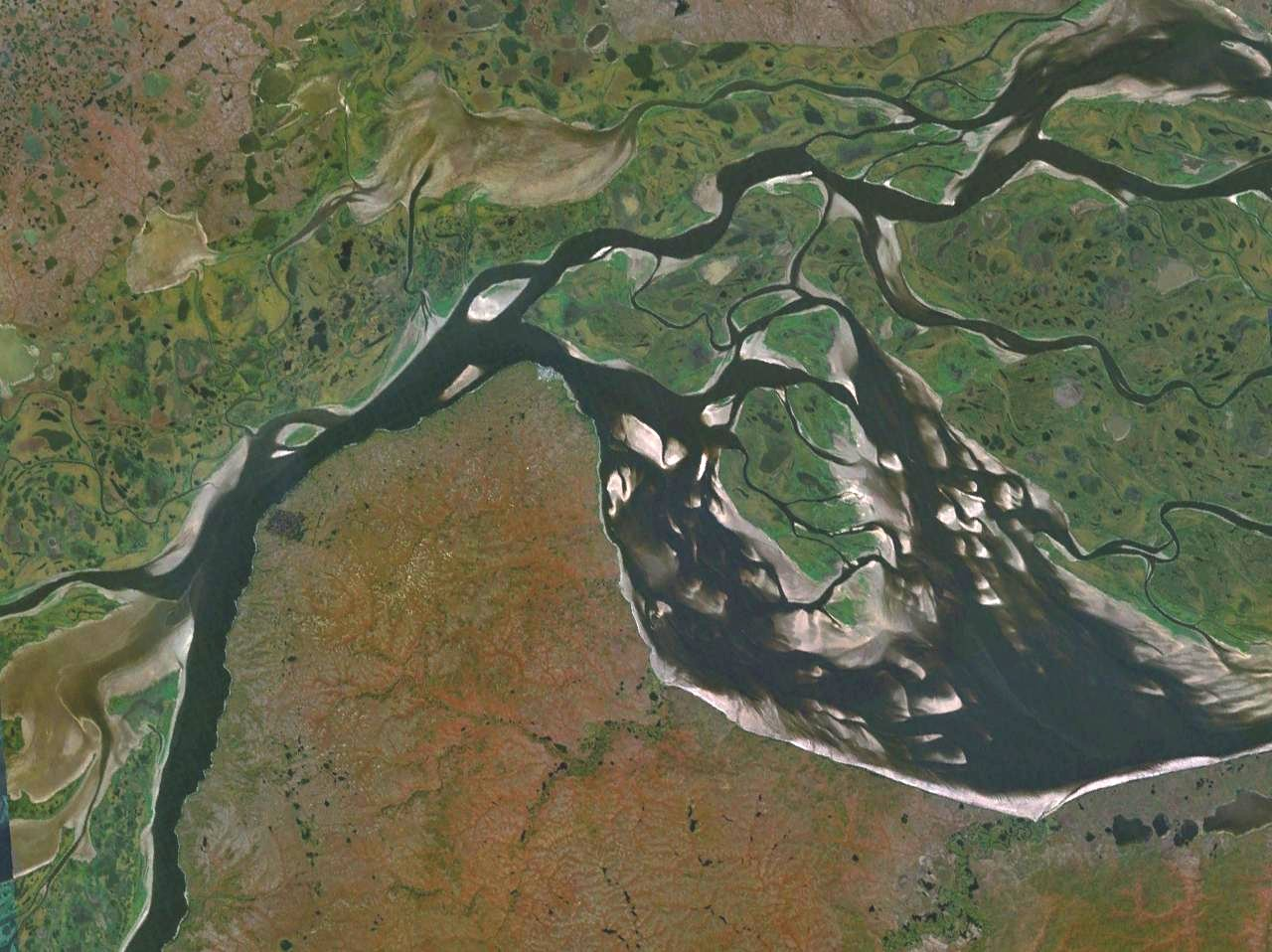
صورة جوية لدلتا نهر أوبي